# 内森·艾伦
内森·艾伦（英語：Nathon Allen，1995年10月28日—）是一名参加短跑项目的牙买加田径运动员。他曾代表牙买加队在2016年夏季奥林匹克运动会中获得男子4×400米项目的银牌。